# 北社乡 (华阴市)
北社乡是中国陕西省渭南市华阴市下辖的一个乡。

## 行政区划
北社乡下辖以下行政区：
南栅村、陈家村、东联村、东栅村、北社村、新姚村、土洛坊村